# 固体
固体（、英: solid）は、物質の状態の一つ。固体内の原子は互いに強く結合しており、規則的な幾何学的格子状に並ぶ場合（金属や通常の氷などの結晶）と、不規則に並ぶ場合（ガラスなどのアモルファス）がある。

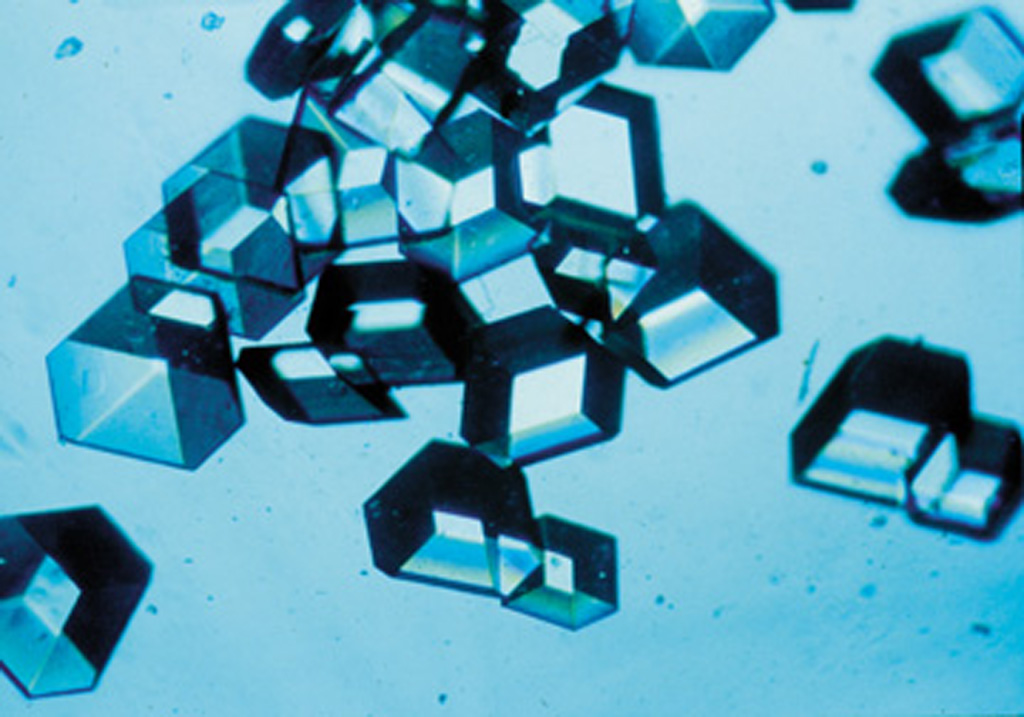
固体インスリンの単結晶形態

液体や気体と比較して、変形あるいは体積変化が非常に小さい。変形が全く起こらない剛体は理想化された固体の一つである。連続体力学においては、固体は静止状態においてもせん断応力の発生する物体と捉えられる。液体のように容器の形に合わせて流動することがなく、気体のように拡散して容器全体を占めることもない。
固体を扱う物理学は固体物理学と呼ばれ、物性物理学の一分野である。また物質科学はそもそも、強度や相変化といった固体の性質を扱う学問であり、固体物理学と重なる部分が多い。さらに固体化学の領域もこれらの学問と重なるが、特に新しい物質の開発（化学合成）に重点が置かれている。
今まで知られている最も軽い固体はエアロゲルであり、そのうち最も軽いものでは密度は約 1.9 mg/cm3 と水の密度の530分の1程度である。

## 微視的特性

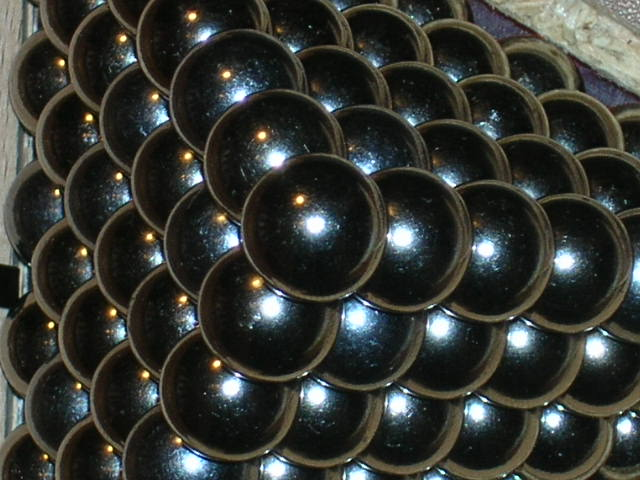
結晶質固体における稠密な原子配列の模型

固体を構成する原子、分子、イオンは、整然と繰り返すパターンで並ぶ場合と、不規則に並ぶ場合がある。規則的パターンで並んで構成されている物質は結晶と呼ばれる。規則的な配列が大きなスケールで続く場合もあり、例えばダイヤモンドの粒は単結晶である。目に見えて手でつかめる大きさの固体が単結晶ということは滅多になく、無数のクリスタリットと呼ばれる単結晶で構成される多結晶ということが多い。ほとんどの金属や多くのセラミックスは多結晶である。
それら以外の物質には原子の配列に大きな規則性がない。そのような固体をアモルファスと呼び、例えばポリスチレンやガラスなどがある。
固体が結晶となるかアモルファスとなるかは、それが形成されるときの条件に依存する。ゆっくり冷却されて凝固すると結晶になる傾向が強く、急速に冷却されるとアモルファスになる傾向が強い。同様に形成時の要因によってどんな結晶構造をとるかも決まる。
氷や硬貨といった物体は全体が同じ化学組成だが、一般的な素材はいくつかの異なる物質で構成されている。例えば、岩石はいくつかの鉱物や準鉱物でできており、化学組成は一定ではない。有機素材の1つである木材は、セルロース繊維が有機性のリグニンの基質に埋め込まれた形になっている。材料科学では、複数の物質を組み合わせた複合材料で必要な特性の材料を生み出す。
固体の微視的な特性は次のようなものである。
- 固体を構成する原子または分子は、熱振動（格子振動）よりも強い力で結合し、密に詰まっている。
- 原子や分子は相対的な位置関係が空間的に固定されている。これが固い性質の原因となる。鉱物学や結晶学的には、固体の中で独特の原子配列を持ったものが結晶構造と呼ばれる。結晶構造は三次元のユニット単位の周期的な繰り返しである。結晶の構造や対称性は、へき開や電子的、光学的な性質を決定する。
  - 十分に大きな力が加わると、これらの特徴は失われる。
- 固体は熱エネルギーを持つため、原子は振動している。しかし、この動きはとても小さく、通常の状態では観測できない。しかし、熱振動が原子間の結合に打ち勝つようになると、液体、気体へと相転移していく。
  - 固体が液体に相転移することを融解と呼び、融解する温度を融点と呼ぶ。固体から直接気体に変化することもあり、これを昇華と呼ぶ。逆に液体が固体に変化することを凝固、その温度を凝固点という。気体から固体に変化する場合は、固体から気体に変化するのと同様に昇華と呼ばれる。液体から固体に変化する場合通常は体積が減少するが、水のように体積が増加するものも存在し、これを異常液体と呼ぶ。

## 様々な固体
固体における原子間の力には様々なものがある。例えば、塩化ナトリウム（食塩）の結晶はナトリウムと塩素のイオン結合でできている。ダイヤモンドやシリコンは原子間で電子を共有する共有結合でできている。金属では金属結合という形で電子を共有している。有機素材などでは個々の分子において電荷が局在する極性があり、それがファンデルワールス力を産んでいる。固体の種類の相違点は、それらの結合の違いに起因している。

### 金属

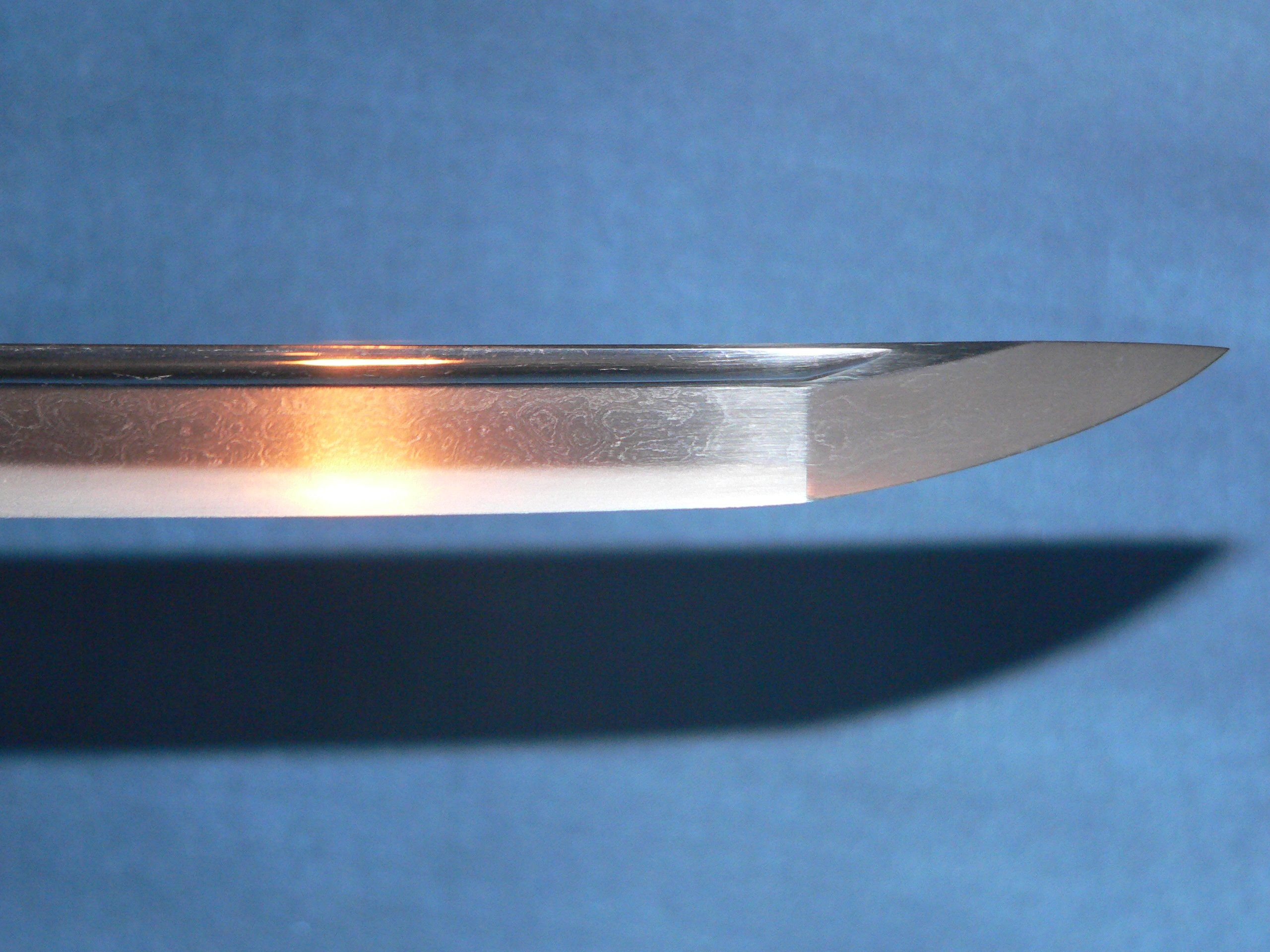
鉄で作られた日本刀の切先

一般に金属は強く稠密で、電気についても熱についても良導体である。周期表においてホウ素からポロニウムに引いた直線から左側にある元素はおおよそ金属である。2つ以上の元素を含み主成分が金属のものを合金という。
先史時代から人々は金属を様々な用途で使ってきた。金属は強度と信頼性が高いことから、建物などの建設や乗り物、道具・管・標識・線路（軌条）などに使われている。このような用途では鉄とアルミニウムが最もよく使われており、これらは地殻に最も豊富に存在する金属と言える。一般に合金の形で使うことが多く、鋼には最大2.1 %の炭素が含まれていて、それによって純粋な鉄よりも硬さが増している代表例が工具鋼である。
金属は電気の良導体でもあるため、電気器具にもよく使われており、電力の長距離伝送にも金属が欠かせない。送電網には金属でできた電線が必須となっている。電気伝導率が高く加工が容易であることから、屋内配線などには銅がよく使われている。また金属の熱伝導率の高さから、調理で火にかける容器の多くは金属製になっている。
金属元素や合金の研究は、固体化学/物理学、材料科学/工学といった学問分野の大きな部分を占めている。
金属の固体は非局在化した電子を共有する「金属結合」でその形を保持している。金属の原子はその最も外側の電子が自由電子となって離れ、陽イオンになっている。自由電子は固体全体に拡散して存在し、その電子の雲と陽イオンとなった金属原子との間の静電相互作用によって強く結合する。自由電子が多数存在するため、金属は電気と熱の伝導率が高くなる。自由電子があるため、金属は可視光線を通さない不透明な物体となり、同時に表面が光沢を帯びることになる。
より進んだ金属の特性のモデルでは、陽イオン核の非局在化した電子群への影響を考慮する。ほとんどの金属が結晶構造であり、陽イオンは格子状に配置されているのが普通である。数学的にはイオン核のポテンシャルは様々なモデルで扱うことができ、最も単純なものとして「ほとんど自由な電子」モデルがある。

### 鉱物

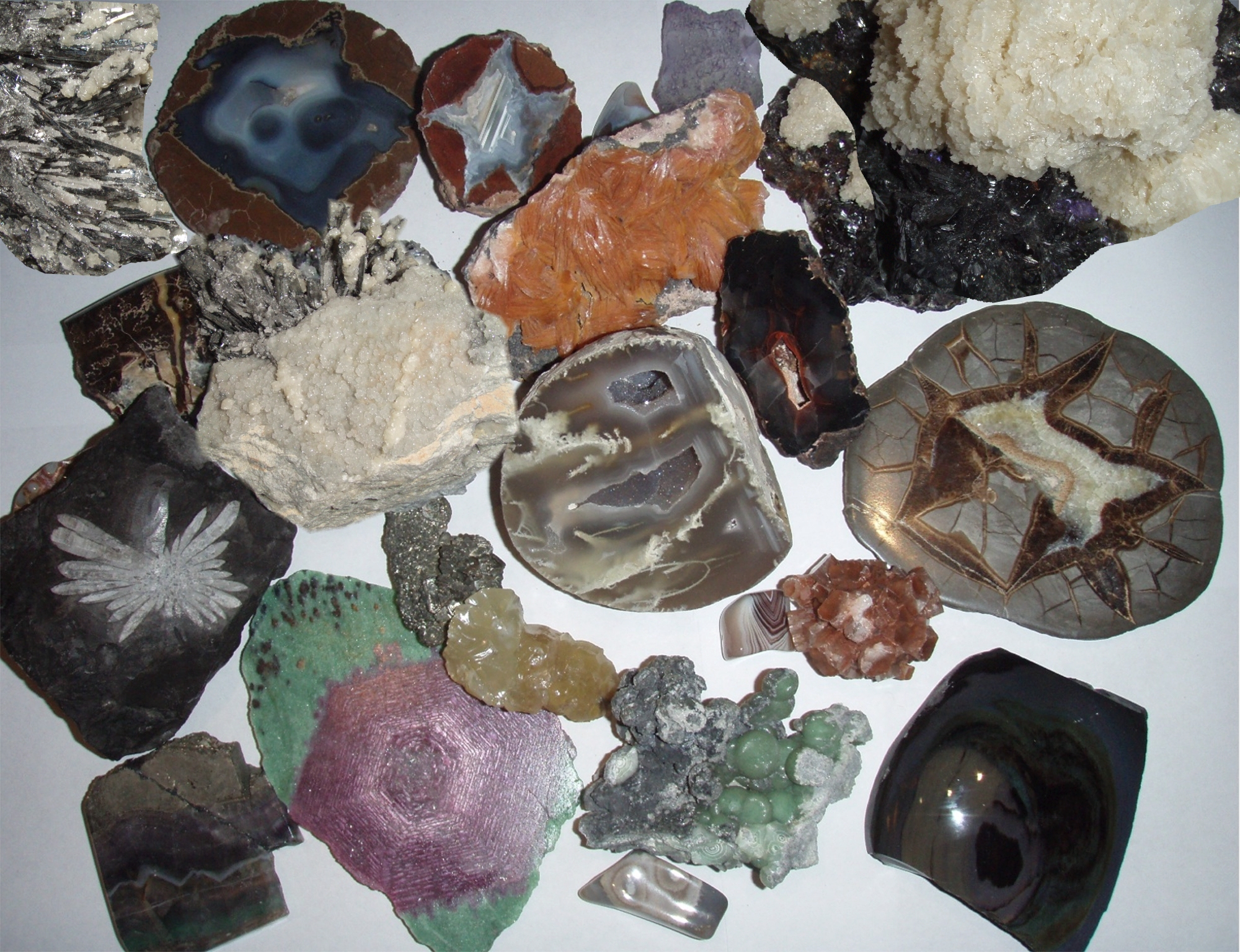
様々な鉱物

鉱物は自然界に存在する固体であり、高圧の地質学的過程によって形成される。真の鉱物に分類されるには、全体に均一な物理特性を持ち、結晶構造になっていなければならない。鉱物の組成としては、純粋な元素や単純な塩といったものから非常に複雑なケイ酸塩まで、数千種類が知られている。これに対して岩石は鉱物や準鉱物が無作為に集合したもので、均一な化学組成にはなっていない。地殻を構成する主な岩石は、石英（結晶質の SiO2）、長石、雲母、緑泥石、カオリナイト、方解石、緑簾石、カンラン石、普通輝石、普通角閃石、磁鉄鉱、赤鉄鉱、褐鉄鉱などの鉱物で構成されている。中でも石英、雲母、長石が最も一般的で、それ以外の鉱物は地球上の限られた場所にしか存在しない。鉱物における最大のグループはケイ酸塩鉱物で（ほとんどの岩石は95%以上がケイ酸塩鉱物でできている）、その主成分はケイ素と酸素であり、そこにアルミニウム、マグネシウム、鉄、カルシウムといった金属が加わっている。

### セラミックス

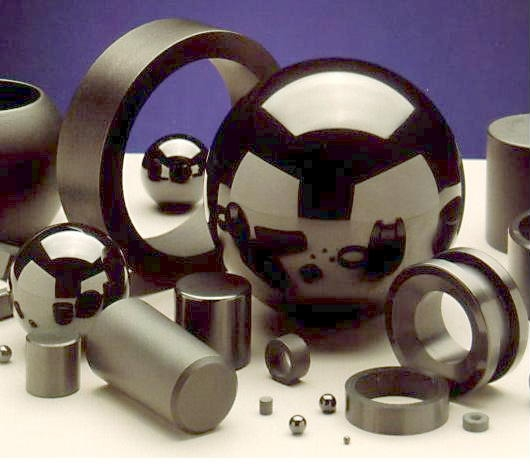
Si_{3}N_{4} セラミックス製ベアリング部品

セラミックスは無機化合物でできており、通常酸化物で構成されている。化学的に不活性であり、酸性や腐食性の化学物質にも耐性があることが多い。一般に1,000 ℃から1,600 ℃の高温にも耐えることができる。例外として酸化されていない無機物があり、窒化物、ホウ化物、炭化物などがある。
伝統的な陶磁器の原料はカオリナイトなどの粘土鉱物を含み、最近のセラミックスではアルミニウム酸化物（酸化アルミニウム）などを含む。最近では高機能セラミックスとして炭化ケイ素や炭化タングステンなどもある。これらは耐摩耗性に優れており、例えば鉱山での掘削機の先端部分などに使われている。
酸化アルミニウムやその化合物のようなセラミックスは非常に細かい粉末が原料であり、非常に微細な多結晶マイクロ構造となるため、可視光線を散乱することで不透明になる。しかし最近ではゾルゲル法などの製法で多結晶ながら透明なセラミックスも製造でき、高出力レーザー機器の部品などに使われている。高機能セラミックスは医薬品、電子部品などにも使われている。
セラミック工学は、セラミックスの製造や応用を研究する工学分野であり、それに対応した産業分野が窯業である。セラミックスの生産には熱を使う場合や化学溶液の常温での沈降反応を使う場合がある。原料の精製、関連する化合物の製法などの研究、セラミックスの形成法、その構造・組成・特性の研究などが含まれる。
力学的には、セラミックスは脆く、硬く、圧縮に強いが、切断と引っ張りには弱い。もろい素材であっても、静的な負荷にたいしては強度を発揮することがある。じん性は素材が破壊されるまでにどれだけのエネルギーに耐えられるかを示し、破壊じん性 (KIc) は欠陥（割れ）の成長に抵抗する素材の能力を意味する。素材の破壊じん性が高い場合、破壊力学の基本原則によれば、延性破壊を生じる可能性が高い。セラミックスやガラスセラミックスはぜい性破壊を生じることが多く、一般に KIc は低い。
セラミックスの応用例として、ジルコニアは極めて硬いことからナイフの研磨や産業用切削工具などに使われている。酸化アルミニウム、炭化ホウ素、炭化ケイ素などのセラミックスは、防弾チョッキに使われている。窒化ケイ素はその硬さと耐磨耗性から玉軸受の部品に使われている。一般にセラミックスは化学的な耐腐食性に優れているため、鋼の軸受では酸化する（さびる）ような湿度の高い環境でも利用可能である。
セラミックスの他の応用例として、1980年代初めにトヨタ自動車は約 3,300 °Cで動作するセラミック・エンジンを研究したことがある。セラミック・エンジンは冷却機構が不要なため軽量化でき、燃費が向上することが期待されていた。通常の金属製のエンジンでは融けてしまうのを防ぐために熱を常に放出する必要がある。似たような考え方で、セラミックス製のガスタービンエンジンの部品も開発されている。タービンエンジンをセラミックスで作れば、効率が向上すると考えられた。しかし、セラミックスの部品を十分な精密さと耐久性をもって大量生産することが難しいため、量産には至っていない。セラミックスでできた部品には微視的なヒビが無数に存在し、エンジン部品のような用途ではそれが大きなヒビに成長して故障の原因になりやすい。

### ガラスセラミックス

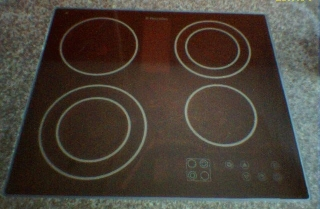
熱膨張率が極めて小さいガラスセラミック製の調理用上板

ガラスセラミックスは、非晶質のガラスと結晶質のセラミックスの両方の性質をあわせ持っている。まずガラスとして形成し、熱処理することで部分的に結晶化させ、アモルファスと結晶が混在した状態にしたものである。
ガラスセラミックスは耐熱性に優れ透水性が低いことから、調理器具（CorningWare）や調理用上板に使われている。セラミックス相は熱膨張率が負であり、ガラス相の正の熱膨張率と釣り合いがとれ、全体として熱膨張が極めて小さくなる。セラミックス相とガラス相の割合をうまく調整すると（結晶質が約70 %）、全体の熱膨張率はほぼゼロになる。このようなガラスセラミックスは力学的特性も優れており、約1,000 ℃までの急激かつ反復的な温度変化にも耐えられる。
自然界で砂浜の砂に雷が落ちたとき、石英などの結晶質の粒子によってガラスセラミックスができることがある。落雷による急激な加熱（約2500℃）によって中空の根のような形で形成され、閃電岩と呼ばれる。

### 有機固体

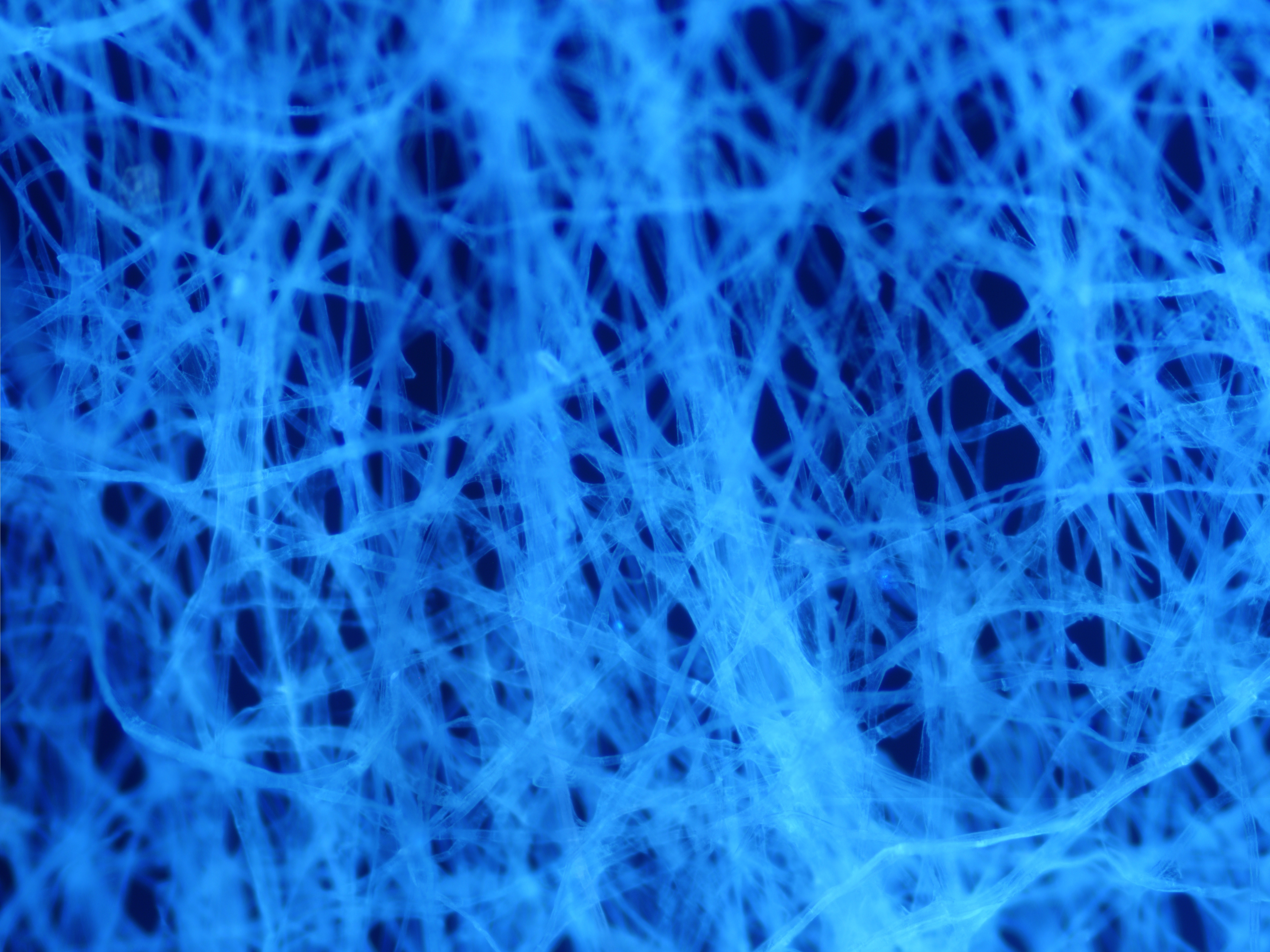
直径約10マイクロメートルの木の繊維

有機化学は、炭素と水素を主成分とし、窒素・酸素・ハロゲン（フッ素、塩素、臭素、ヨウ素）を含む化合物の構造・組成・反応・合成などを研究する。リンや硫黄などの元素を含む有機化合物もある。有機固体としては、木材、パラフィン、ナフタレン、様々な重合体やプラスチックなどがある。

#### 木材
木材は天然の有機素材であり、リグニンの基質の中にセルロース繊維が埋め込まれた構造になっている。繊維は引っ張りに強く、リグニン基質は圧縮に強い。そのため木材は古くから建材や船の材料として使われてきた。建築に使われる木材は一般に材木と呼ばれる。建築においては、構造材としてだけでなく、コンクリートの型枠としても使われてきた。
木質材料は段ボールなどの包装資材や紙にもよく使われており、どちらも木材から作られたパルプを原料としている。化学パルプはリグニンを化学物質と熱を使って分離し、繊維だけを取り出したものである。

#### 重合体

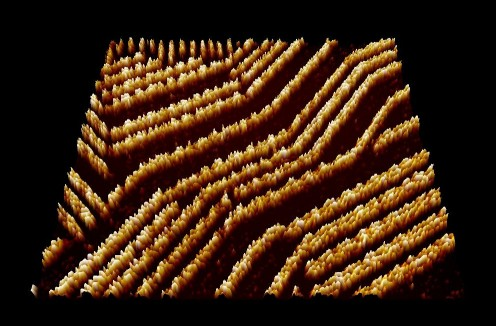
グラファイト上に有機半導体キナクリドンの分子鎖を成長させたもののSTM画像

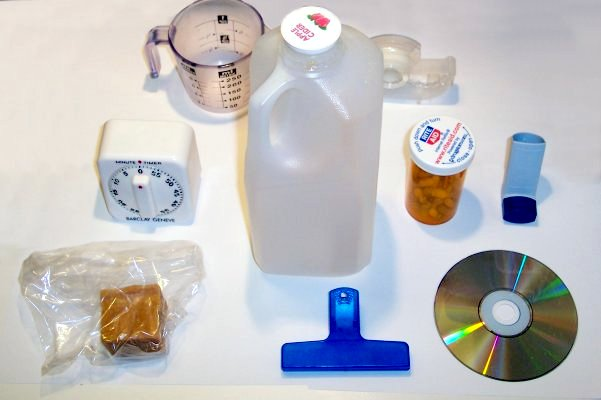
プラスチック製の様々な家庭用品

有機化学における炭素の重要な特性の1つとして、個々の分子が互いに結合して鎖状または網状の化合物を形成できる点が挙げられる。これを重合反応と呼び、単量体を原料として重合体を形成する。重合体は化学的に合成したものと自然界に存在するもの（生体高分子）の2種類に分類される。
単量体には様々な置換基や官能基のものがあり、合成された化合物の化学特性（可溶性、反応性）や物理特性（硬さ、密度、強度、耐摩耗性、耐熱性、透明度、色など）に影響を与える。タンパク質ではそれらの違いが立体構造の違いを生み、生物学的活性の違いを生む。
蝋やシェラックなどの生体高分子物質は古くから人間が利用してきた。これらは熱可塑性の重合体である。植物由来の重合体としてはセルロースがあり、天然繊維やロープなどの引っ張り強度の源泉となっている。また、19世紀初めごろから天然ゴムが広く使われるようになった。重合体はいわゆる合成樹脂（プラスチック）の原料である。プラスチックは1つ以上の重合体に添加物を加えて処理され、形成される。現在よく使われている重合体としては、炭素をベースとするポリエチレン、ポリプロピレン、ポリ塩化ビニル、ポリスチレン、ナイロン、ポリエステル、アクリル樹脂、ポリウレタン、ポリカーボネート、シリコンをベースとするシリコーンがある。

### 複合材

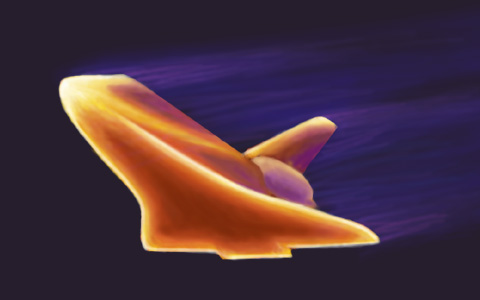
スペースシャトルの大気圏再突入のシミュレーション画像。最高1,500 以上になる

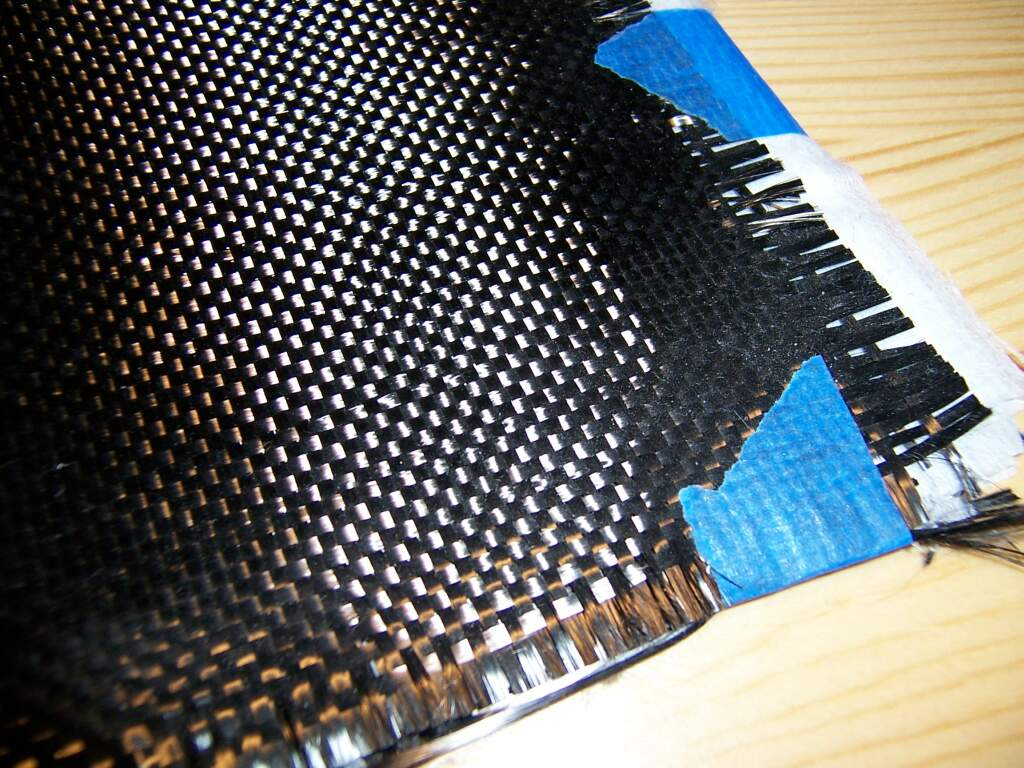
炭素繊維フィラメントを編んで作った布。複合材料の一種

複合材料は2つ以上の微視的相を含む。セラミックスを微粒子や繊維の形で使ったりする。
複合材の用途は、鉄筋コンクリートのような建築要素からNASAのスペースシャトルの外面を覆っている耐熱タイルまで多岐にわたる。例えば 1,510 °Cの熱に耐えられる炭素繊維強化炭素複合材料 (RCC) はスペースシャトルのノーズキャップと翼の前端部分を守っている。RCCはグラファイト・レーヨンの布にフェノール樹脂を吹き付けてラミネート加工したものである。高圧釜内で高温で硬化処理した後、ラミネートを熱分解して樹脂から炭素に変換し、真空室でフルフラール・アルコールを染み込ませ、さらにそれも硬化/熱分解されて炭素となる。酸化への耐性を持たせるため、RCCの外層は炭化ケイ素に変換する。
家庭用品での複合材料の例としては、テレビや携帯電話などのプラスチック製外装がある。それらのプラスチック製外装は一般に熱可塑性のABS樹脂などを基質として、炭酸カルシウム、滑石、ガラス繊維、炭素繊維などを加えて強度を増して静電気対策を施している。
したがって、基質となる材料が補強材を取り囲み、相対的位置を保持する。そうすることで基質の力学的・物理的特性を強化する。そうすることで個々の素材では得られない性質を生み出す。設計者は様々な基質と補強材を選んで最適な組み合わせを得ることができる。

### 半導体

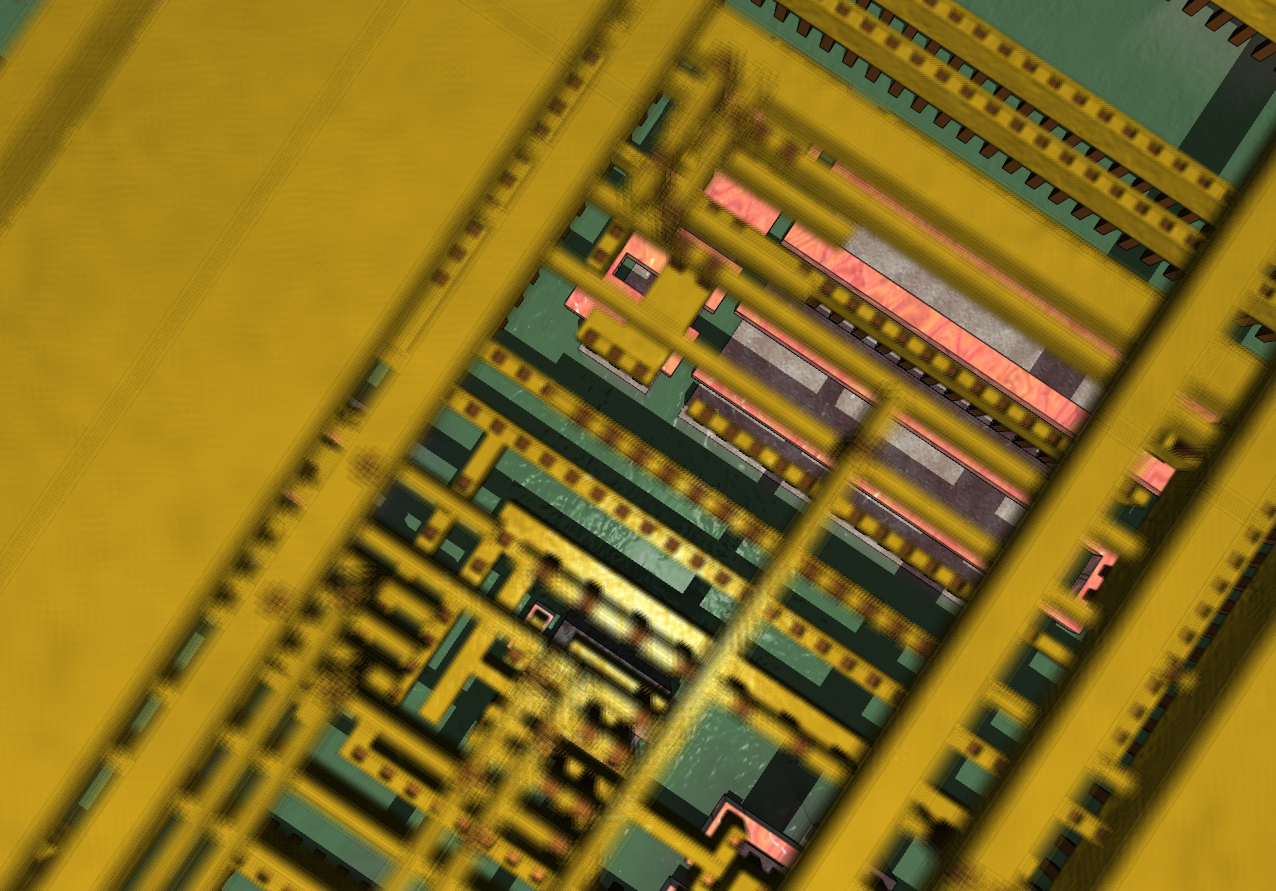
結晶質シリコン基板上の半導体チップ

半導体は、金属導体と非金属不導体の中間の電気抵抗（伝導率）を持つ物質である。周期律表においてホウ素から右斜め下の線上にある半金属がほぼ相当する。その左側が電気伝導体（金属）であり、右側が不導体である。
半導体はラジオ、コンピュータ、電話機などの電子機器によく使われている。半導体デバイスとしては、トランジスタ、太陽電池、ダイオード、集積回路などがある。太陽電池パネルは大きな半導体デバイスであり、光を直接電気エネルギーに変換する。
金属導体では電流は電子の流れだが、半導体ではその物質のバンド構造における電子および正孔が電荷担体となる。主な半導体素材としては、シリコン、ゲルマニウム、ヒ化ガリウムがある。

### ナノ素材

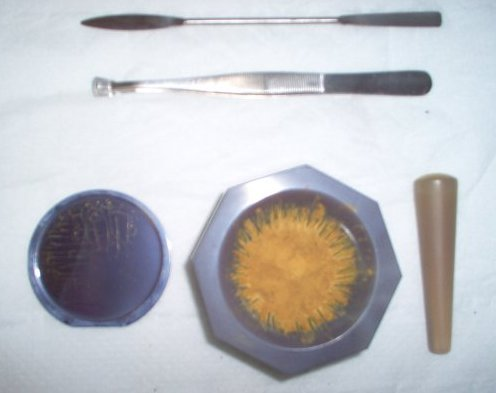
シリコンの塊（左）とシリコンのナノパウダー（右）

多くの固体はナノメートルレベルにまで小さくなると、通常とは異なる性質を示すようになる。例えばケイ素は通常灰色だが、ナノ粒子になると赤くなる。金のナノ粒子は金塊（融点は 1064 °C）よりもずっと低温（2.5 nm の大きさで 300 °C）で融け始める。金属のナノワイヤは同じ元素の金属の塊よりも強度が優れている。またナノ粒子は体積に対して相対的に表面積が大きいため、エネルギー場の特定用途にとって非常に魅力的である。たとえば白金のナノ粒子は自動車燃料の触媒を改良し、燃料電池のイオン交換膜 (PEM) にも使われている。また、ランタン、セリウム、マンガン、ニッケルのセラミック酸化物は固体酸化物形燃料電池 (SOFC) に使われている。リチウムイオン二次電池では、リチウム、チタン酸リチウム、タンタルなどのナノ粒子を使うものもある。ケイ素のナノ粒子やナノワイヤはリチウムイオン二次電池の寿命を劇的に延ばすことが判明している。ケイ素のナノ粒子は太陽電池にも使われている。薄膜状のケイ素量子ドットを太陽電池の多結晶ケイ素の基板上に置くことで、入射した光に対応してナノ粒子（薄膜）が蛍光を発し、出力電圧が最大で60 %も増強される。ここでもナノ粒子の表面積が大きいことが役立っている。

### 生体材料

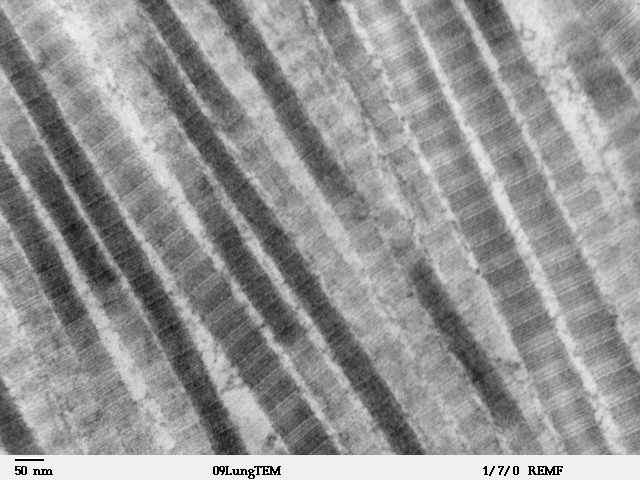
哺乳類の肺組織のコラーゲン繊維

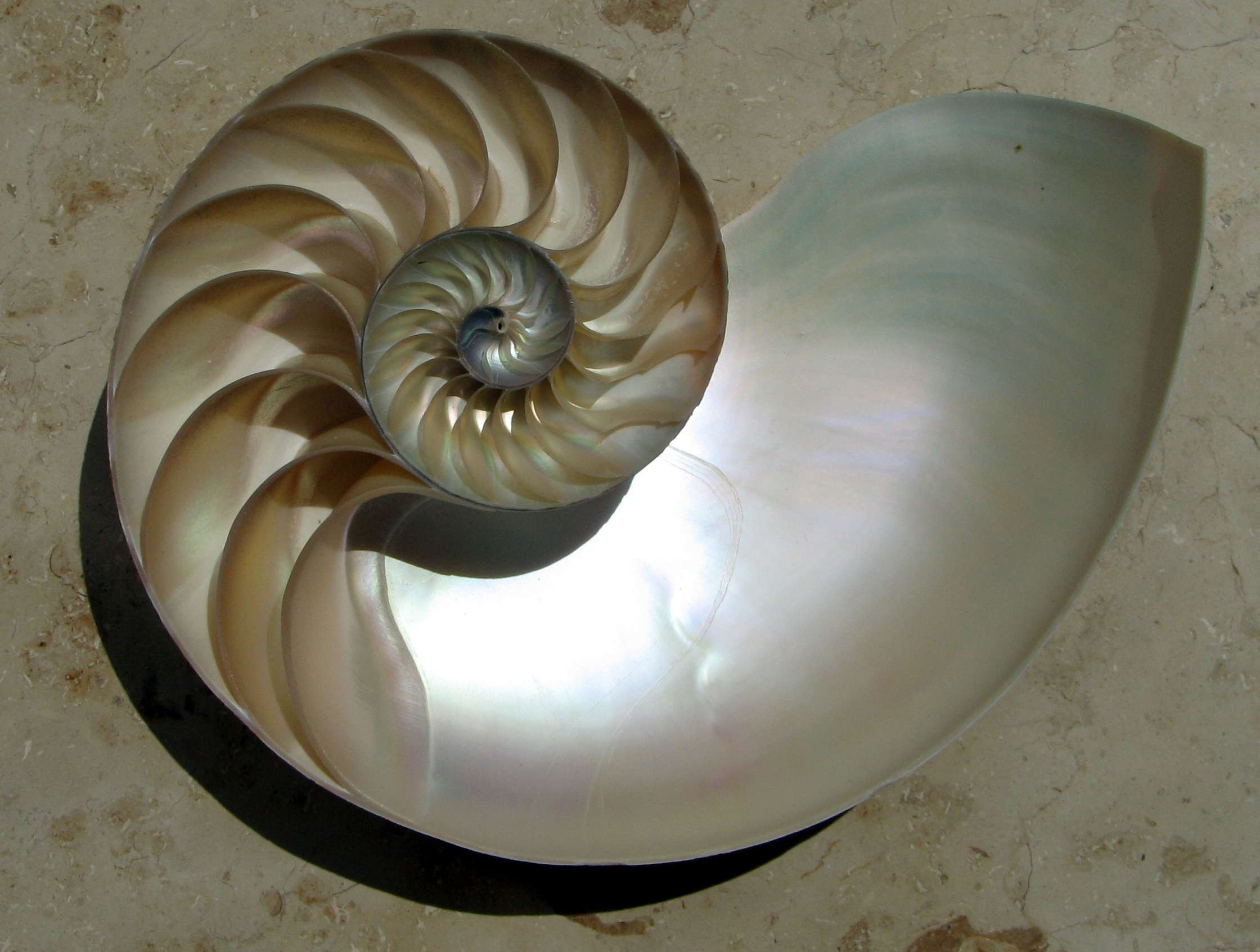
オウムガイの貝殻の内側には虹色に輝く真珠層がある。

自然界には特異な力学的特性を持つ生物由来の複雑な化合物が数多く存在する。数億年もの進化によって生まれたそれらの複雑な構造を研究することで、新たな素材が生み出されている。生体材料は、構造的階層性、多機能性、自己回復機能などを特徴とする。自己組織化も生体材料の基本的特徴であり、分子レベルから構造が組み立てられていく。そこで、高機能生体材料の化学合成において自己組織化が新たな戦略として注目されている。
分子自己組織化は生体によく見られ、様々な生体の構造の基礎となっている。例えば、常温常圧で無機素材を結晶化させるといったことが生体内で普通に行われており、極めて精密で複雑な構造を作り上げる。そのような無機素材を成長させる過程を生命がどうやって制御しているのかを理解することで、材料科学が大きく進歩し、ナノスケールの複合材を合成する技法を生み出すきっかけとなった。
生体における構造の基本的な材料は20種類のアミノ酸に始まり、ポリペプチド、多糖、ポリペプチド糖類などがある。これらから基本的なタンパク質が作られ、それが細胞の主要な構成要素になっており、多くのバイオミネラルにも存在する。タンパク質はコラーゲン、キチン質、ケラチン、エラスチンなど1000種類以上ある。硬い生体材料は主に鉱物を使っており、生体内の環境で大きさ・形状・個々の結晶の配置などを制御されて成長していく。生体で重要な鉱物としては、ハイドロキシアパタイト（水酸燐灰石）、シリカ、アラレ石がある。例えば、ハイドロキシアパタイトは骨の主成分である。
よく研究された生体材料として、アワビなどの貝に見られる真珠層の微細構造がある。天然素材としては金属以外では最も力学的強度と破壊じん性が高い。電子顕微鏡による観察で、鉱物でできたタイルが有機素材のシートを挟んで何層も重ねられた微細構造が明らかとなっている。初期の研究で真珠層を構成する有機成分は5%にすぎないことがわかっている。それでも複雑な階層的構造によって、無機の CaCO3 結晶に比較すると3000倍もの力学的強度があることがわかっている。

## 物理的性質
臭い、色、体積、密度、融点、沸点、比熱容量、常温での物理形状（固体・液体・気体の別、結晶構造など）、硬さ、孔隙率、反射率といった物体の物理特性は、その化学組成や元素を特定する確証を提供する。ここでは固相の物質の物理的性質の一部を解説する。

### 力学的性質

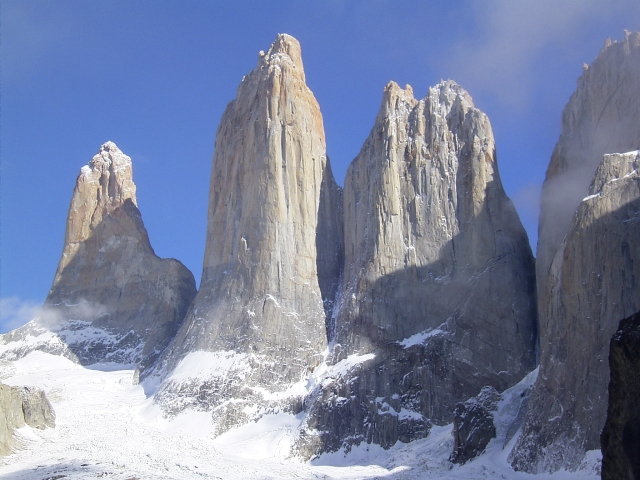
チリのパタゴニアにある花崗岩の頂。多くの無機鉱物と同様、大気による酸化によって主成分は二酸化ケイ素 SiO_{2} と酸化アルミニウム Al_{2}O_{3} の結晶となっている。

力学的性質とは、個々の固体素材の強度や変形への耐性といった性質である。例えば、鋼材は強度が高く変形しにくいことから建材としてよく使われている。
力学的性質としては、弾性、塑性、引張強さ、圧縮強さ、せん断強さ、破壊じん性、展延性、押込硬さなどがある。固体力学は様々な固体素材が外力や温度などの外的条件の下でどう振る舞うかを研究する。
固体は液体のような流動性を示さない。元の形から変化することを変形 (deformation) と呼び、原形からの変形の割合をひずみ (strain) と呼ぶ。加えられた応力が十分低ければ、ほとんど全ての固体でひずみと応力は比例する（フックの法則）。その比例係数を弾性率またはヤング率と呼ぶ。フックの法則が成り立つ変形の範囲を「弾性域」と呼ぶ。固体が応力に対してどう反応するかについては、3つのモデルがある。
- 弾性 - 加えられた応力がなくなると、元の形状に戻る。
- 粘弾性 - 弾性的に振る舞うが、その際に若干の摩擦のような時間差がある。加えられた応力がなくなると、ゆっくりと元の形に戻ろうとし、その際に熱が発生する。応力とひずみをグラフに表すと、一種のヒステリシスが現れる。また、その力学応答は時間依存性を有する。
- 可塑性 - 降伏値より低い応力を加えた場合は弾性を示す。応力が降伏値を超えると可塑性を示し、元の形に戻らなくなる。すなわち降伏によって不可逆な塑性変形を起こし、その状態がずっと続く。

多くの素材は高温では弱くなる。高温でも高い強度を示す素材を耐火物と呼び、様々な用途に使われている。例えばガラスセラミックスは 1000 °C 程度までの急激な温度変化の繰り返しにも強度を保つ性質がある。航空機や宇宙機の外装には熱衝撃に強い高機能素材が使われている。有機高分子や複合材料でできた合成繊維などがそういった用途向けに設計されている。

### 熱的性質

結晶質の固体での原子（分子）の固有振動

固体は熱エネルギーを持っているため、その原子は格子内の平均位置を中心として振動している。結晶質やガラス質のネットワークにおける格子振動のスペクトルは、固体分子運動論の基礎となっている。この運動は原子レベルで起きており、分光法などの非常に専門的な機器でないと観察・検出できない。
固体の熱的性質としては熱伝導率があり、個々の素材の熱伝導能力を示す。また、比熱容量はその素材が熱（格子振動）の形でエネルギーを蓄える能力を示す。

### 電気的性質
電気的性質としては、電気伝導率、抵抗値、インピーダンス値、静電容量値などがある。金属や合金などの導体もあれば、ガラスやセラミックスなどの絶縁体もある。半導体はそれらの中間の性質を示す。金属の電気伝導性は電子によるものだが、半導体ではそれに加えて正孔も電流を担っている。また、固体電解質では陽イオンも電流を担う。
極低温状態で超伝導を示す物質も多く存在する。スズやアルミニウムなどの金属元素、各種合金、大量にドーピングした半導体、ある種のセラミックスなどが超伝導を示す。多くの導体（金属）の抵抗値は温度を低くすると低下していくが、有限の値を示し続ける。しかし超伝導体では、臨界温度以下になると突然抵抗値がゼロになる。超伝導体の環に電流を流すと、電源なしで無限に電流が流れ続ける。
誘電体や絶縁体は電流に対して大きな抵抗を示す。プラスチックなどの誘電体は電場を印加されるとそれを蓄える性質があり、コンデンサにその性質が使われている。コンデンサは少しだけ隙間を空けた電極間の電場にエネルギーを蓄えるデバイスである。コンデンサに電圧を印加すると、両方の電極に互いに逆の極性の比例した電荷が蓄えられる。コンデンサは電気回路におけるエネルギー蓄積装置として使われるだけでなく、高周波と低周波の信号を区別するフィルタ回路にも使われている。

#### 電気-力学的性質
圧電効果とは、結晶に力学的応力を加えると電位差を発生する現象である。圧電効果を示す結晶に電圧を印加すると、逆に結晶の形が若干変化する。ゴム、羊毛、髪の毛、絹など重合体は電石として振る舞うものが多い。例えばポリフッ化ビニリデン (RDVF) は水晶（SiO2 の結晶）よりも数倍強い圧電性を示す。約0.1%の変形で大きな圧電効果が得られることから、高電圧源、スピーカー、レーザー、各種センサーやトランスデューサーに応用されている。

### 光学的性質
固体にはガラスのように透明なものと金属のように不透明なものがある。
特定の波長だけを透過させる素材も多い。例えば、窓ガラスは可視光線を透過させるが、紫外線の周波数帯はそれほど透過しない。このような性質は周波数選択性の光学フィルターなどに使われている。
用途によっては、光学的性質と力学的性質の両方が重視される場合もある。例えば、赤外線追尾式（熱探知式）のミサイルでは、赤外線センサのカバーは赤外線を透過させる素材でなければならない。このため現状の赤外線追尾式ミサイルではサファイアの単結晶がその用途に使われている。サファイアは中赤外線帯域（3–5 μm）を全部透過するわけではなく、常温では 4.5 μm より長い波長を透過しない。しかし常温で赤外線を透過する物質の中では最も強度が高く、600 °C 以上になるまで強度が保たれる。このように強度と光学特性を両立させることは長年の課題となっており、透明セラミックスや光学ナノ複合材といった新素材がよりよい性能を示す可能性がある。
導波光伝播では、光ファイバーなどを使って様々な周波数の光で複数の信号を同時に伝播する。光導波路は光集積回路や光通信システムの光伝送媒体として使われている。

#### 光-電子工学的性質
太陽電池は光を電気に変換する。基本的には2つの機能が必要である。1つは光を吸収する素材で光から電荷担体（電子と正孔）を生成できることで、もう1つは電極にそれら電荷担体を極性によって分離して移動させて電流を発生させることである。これを光電効果と呼び、太陽電池に関わる研究分野としては光起電力学 (photovoltaics) がある。
太陽電池には様々な用途がある。僻地や宇宙空間など電力網がない場所での電力源として使われており、他にも電卓、腕時計、無線電話、ポンプなどに組み込まれている。最近では住宅などに太陽電池を設置して発電し、その電力を電力網に供給するということも行われている。
光子を吸収することで自由電子を発生させているため、太陽電池には光を吸収する素材が必要とされる。太陽電池の原料には地球の地表に到達する太陽光の波長を吸収する特性のものが優先的に採用されているが、中には大気圏外での発電に最適化された太陽電池もある。